# جیمز تی. کلی
جیمز تی. کلی (انگلیسی: James T. Kelley؛ ‏ ۱۰ ژوئیهٔ ۱۸۵۴ – ۱۲ نوامبر ۱۹۳۳) بازیگر اهل ایالات متحده آمریکا بود.

## گزیدهٔ فیلم‌شناسی
- بازرس فروشگاه
- نزدیک دوبلین
- پلیس
- دردسر سه‌گانه
- شبی در نمایش
- در میان حاضران
- زندگی سگی
- سمساری
- ماجراجو
- خانه‌به‌دوش
- درمان
- پسر مامان‌بزرگ
- آتش‌نشان،
- پشت صفحه نمایش
- سرسره‌بازی،
- یک وسترن شرقی
- ایزی استریت
- کنت
- هرگز به من دست نزد